# 단련사
단련사(團練使/团练使)는 한국과 중국에서 사용하던 관직이다. 무관직으로서 고려, 조선, 당나라 등의 나라에서 사용되었다.